# Coryphopteris unidentata
Coryphopteris unidentata là một loài thực vật có mạch trong họ Thelypteridaceae. Loài này được (Bedd.) Holttum mô tả khoa học đầu tiên năm 1976.